# Centrale hydroélectrique de Nyabarongo
La centrale électrique de Nyabarongo est une centrale hydroélecrique de 28 mégawatts au Rwanda.

## Emplacement
La centrale électrique est située sur la rivière Nyabarongo, à Mushishiro, district de Muhanga, dans la province sud du Rwanda. Cet emplacement se trouve à environ 75 kilomètres, par la route, au sud-ouest de Kigali, la capitale et la plus grande ville du Rwanda. Mushishiro se trouve à environ 35 kilomètres, par la route, au sud du siège provincial à Gitarama.

## Aperçu
La centrale de Nyabarongo est une centrale hydroélectrique rwandaise, achevée en octobre 2014, avec une mise en service en novembre 2014. D'un coût estimé à 110 millions de dollars américains, l'installation de capacité prévue est de 28 MW. Le projet comprend un barrage, avec une conception au fil de l'eau, sur la rivière Mwogo, l'un des affluents de la rivière Nyabarongo. Le projet, entrepris par Angelique International Limited & Bharat Heavy Electricals Limited de l'Inde, est la plus grande installation hydroélectrique du Rwanda à ce jour. Naresh Kapoor Sr., directeur général, est le chef de projet nommé par Angelique International Limited de l'Inde. Une partie des travaux d'ingénierie a également été sous-traitée à la société australienne Snowy Mountains Engineering Corporation (SMEC). Les deux unités ont été synchronisées avec le réseau rwandais le 27 octobre 2014 et le 30 octobre 2014. Le gouvernement rwandais a donné à l'entrepreneur une date limite en octobre 2014. La centrale a été achevée et remise par le consortium au client le 28 novembre 2014. Il a été officiellement inauguré par le président du Rwanda le 5 mars 2015.

## Autres considérations
- Manutention et ETC d'un ensemble E&M complet de groupes électrogènes Francis Hydro verticaux de 2x14 MW à Nyaborongo HEP, République du Rwanda, Afrique, réalisé par FITWELL Power Projects, une société indienne en tant que sous-traitant de BHEL.

## Voir également
- Liste des centrales électriques au Rwanda
- Gisenyi